# IC 2708
IC 2708 је елиптична галаксија у сазвјежђу Лав која се налази на листи објеката дубоког неба у Индекс каталогу.
Деклинација објекта је + 12° 42' 42" а ректасцензија 11h 18m 34,5s. Привидна величина (магнитуда) објекта IC 2708 износи 13,9 а фотографска магнитуда 14,9. IC 2708 је још познат и под ознакама CGCG 67-53, NPM1G +12.0268, PGC 34584.